# Demócrito
Demócrito de Abdera (en griego: Δημόκριτος; Abdera, Tracia, c. 460 a. C.-c. 370 a. C.) fue un filósofo y polímata griego discípulo de Leucipo, fundador del atomismo y maestro de Protágoras que vivió entre los siglos V y IV a. C. Perteneció a la Escuela de Abdera y tuvo un amplio campo de intereses, pero es especialmente recordado por su concepción atomista de un universo compuesto únicamente por átomos y vacío. Se le ha considerado como «el padre de la física» o «el padre de la ciencia moderna».
Las contribuciones exactas de Demócrito son difíciles de separar de las de su mentor Leucipo, ya que a menudo se mencionan juntos en los textos de los doxógrafos. Una de sus diferencias radica en su escepticismo. Él decía: "Nada sabemos de cierto, pues la verdad está en lo profundo". Demócrito explicó además las sensaciones de un modo mecanicista, defendió una ética hedonista y una política democrática cosmopolita.
Tradicionalmente se le considera un filósofo presocrático aunque es un error cronológico, ya que fue contemporáneo de Sócrates, pero desde el punto de vista filosófico se le asocia a los presocráticos por su temática física (physis), mientras que Sócrates y los filósofos que le siguieron abordaron una temática ético-política. En gran parte fue ignorado en la antigua Atenas, pero era conocido y citado por Aristóteles. Platón también conocía el atomismo de Demócrito, el cual le disgustaba tanto que deseaba quemar todos sus libros. No obstante, las doctrinas fueron muy influyentes en el epicureísmo, y resucitadas en la Edad Moderna durante la Ilustración.
Demócrito también fue conocido como El filósofo risueño (en contraste con Heráclito, "el filósofo llorón") al ser propenso a reírse de la ignorancia del mundo y considerar la alegría como el objetivo de la vida.

## Biografía
Su nombre, Δημόκριτος, Dēmokritos, significa «escogido del pueblo», era conocido por el sobrenombre de Milesio o Abderita. Nació en la LXXX Olimpiada (460–457 a. C.) según Apolodoro de Atenas y en el LXXVII Olimpiada (470 a. C.) según en Trasilo, en la ciudad de Abdera (Tracia), capital de una polis griega situada en la actual costa norte de Grecia, al este de la desembocadura del río Nestos, cerca de la isla de Tasos, aunque se dice también que fue de la colonia jónica de Mileto, perteneciente de Teos. Su padre Hegesístrato o Atenócrito pertenecía a una familia noble. Demócrito fue discípulo de Leucipo, probablemente también fue natural de Abdera, y tal vez Anaxágoras, siendo cuarenta años mayor que él. Anaxarco y Protágoras fueron además oriundos de Abdera.

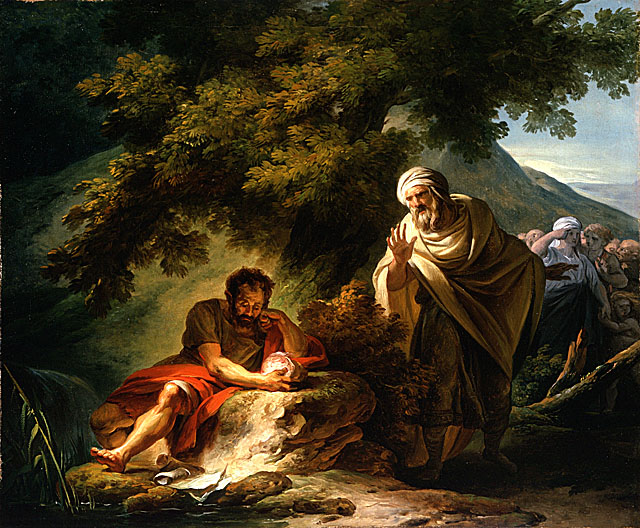
Demócrito entre los abderitas por François-André Vincent (c. 1790).

Estudió con magos y eruditos caldeos que el rey Jerjes I de Persia dejó en la casa de su padre, cuando se hospedó en el hogar de este durante su campaña militar contra los griegos en las guerras médicas. Siendo todavía muy joven, aprendió de ellos sobre todo astrología y teología. Su padre repartió su herencia entre sus tres hijos; a Demócrito, el menor, le correspondieron cien talentos que, para satisfacer su sed de conocimiento, gastó en numerosos viajes a países lejanos, en los cuales habría aprendido de magos persas, sacerdotes egipcios y caldeos. Se dice que viajó por Egipto, donde vivió cinco años y adquirió conocimientos de geometría, así como que visitó Etiopía, Mesopotamia, Babilonia, Caldea y Persia y que incluso llegó a la India en busca de los conocimientos de los gimnosofistas. Teofrasto también habló de él como un hombre que había visto muchos países. Clemente de Alejandría pone en boca la siguiente cita al filósofo: «He visto, dice en el pasaje aludido, la mayor parte de los climas y de las naciones. He oído a los hombres más sabios, y nadie me ha superado en la demostración de la composición de las líneas, ni aun los egipcios, que se llaman a sí mismos arpedonaptas, entre los cuales he residido por espacio de ocho años».

Viajó por toda Grecia para adquirir un mejor conocimiento de sus culturas. Menciona a muchos filósofos griegos en sus escritos, y su riqueza le permitió comprar sus escritos. Leucipo, el fundador del atomismo, fue la mayor influencia sobre él. También alaba a Anaxágoras y fue amigo de Hipócrates. Al regresar, vivió pobremente y mantenido por su hermano Damasco.

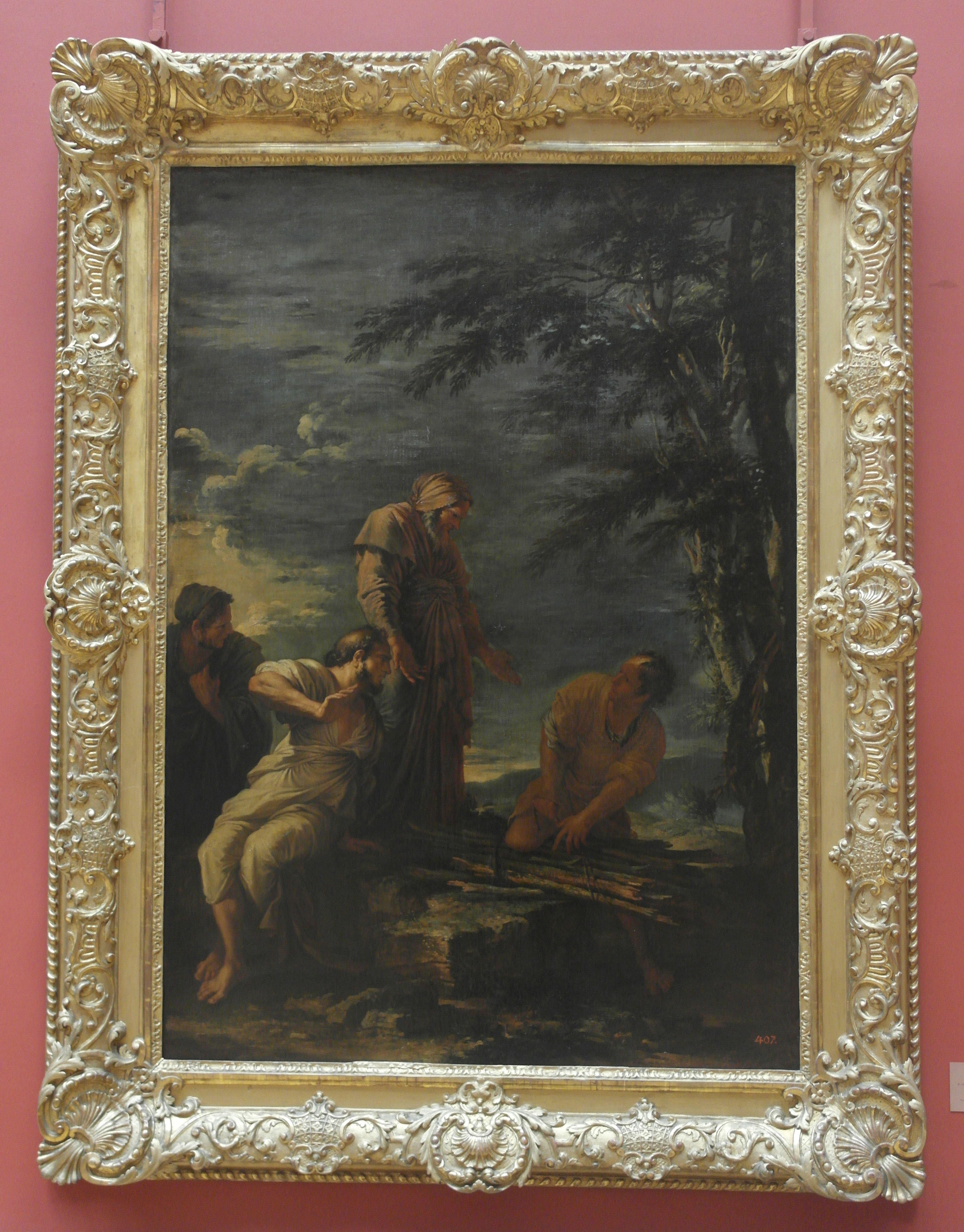
Demócrito (centro) y Protágoras (derecha) por Salvator Rosa (1663).

En Atenas fue ampliamente ignorado pese haber ganado cinco certámenes filosóficos. No obstante, la obra de Demócrito fue ampliamente conocida. El mismo Aristóteles la citó en su Metafísica y en otras obras. De él decía que «no sólo parece haber pensado cuidadosamente en todos los problemas, sino haberse distinguido del resto [de los filósofos] por su método». La razón de que no adquiriera fama fue que él mismo «no se cuidó de ser conocido; y aunque él conoció a Sócrates, Sócrates no lo conoció a él». Asimismo asistió a escuchar a los pitagóricos. Es famosa la anécdota según la cual que Platón detestaba tanto a Demócrito que quería que todos sus libros fuesen quemados, pero se lo impidieron los pitagóricos Amiclas y Clitias aduciendo que era inútil pues sus escritos circulaban en muchas partes. Platón criticó sus teorías cosmológicas en su diálogo Timeo, pero nunca citó su nombre explícitamente. 
Protágoras fue su discípulo directo y también lo era Nausífanes, quien fue a su vez maestro de Epicuro. Demócrito fue conocido en su época por su carácter extravagante. Se dice de él que presentía el futuro y se le adjudicaron numerosas leyendas. Una de ellas dice que se arrancó los ojos en un jardín para que no estorbara en sus meditaciones la contemplación del mundo externo.
Hiparco de Nicea asegura, según Laercio, que Demócrito murió de forma indolora a los ciento nueve años de edad. Todos los autores de la antigüedad que han hecho referencia a su edad, coinciden en que vivió unos cien años. Según Aulo Gelio, Tertuliano y Cicerón, Demócrito se privó voluntariamente de la vida. Existen dos posibles fechas para su fallecimiento: en 420 a. C., o, la que actualmente se toma como verdadera, en 370 a. C.

## Obras
Diógenes Laercio listó una serie de escritos de Demócrito que superan las setenta obras sobre ética, física, matemática e incluso artes técnicas música, por lo que Demócrito es considerado un autor enciclopédico. Trasilo recopiló las obras de Demócrito en tetralogías, bajo los títulos "Ética" (ocho obras), "Obras sobre la naturaleza" (dieciséis obras), "Matemáticas" (doce obras), "crítica literaria y artes ”(ocho obras), y Obras “Técnicas” (ocho obras, incluidas varias sobre medicina). Esta recopilación la llamó El Pentatleta.
| Morales | Físicas | No ordenadas | Matemáticos | Música | Artes | Comentarios |
| --- | --- | --- | --- | --- | --- | --- |
| Pitágoras; De la disposición del sabio; De lo que hay en el infierno; Tritogenia; De la bondad o De la virtud; El cuerno de Amaltea; De la tranquilidad del ánimo, y Comentarios morales. | El gran Diacosmos; El pequeño Diacosmos; Cosmografía; De los planetas; De la naturaleza (un libro); De la carne (dos libros); De la mente, y De los sentidos (se juntan en Del alma); De los humores; De los colores; De la diversidad de las arrugas; De la inmutación de las arrugas; Corroborativos para preservar de las arrugas y aun quitarlas; Del espectro, o De la providencia; Tres reglas acerca de la peste, y De las cosas ambiguas. | Causas celestes; Causas del aire; Causas terrestres; Causas ígneas, y De las cosas que hay en el fuego; Causas de las voces; Causas de las semillas, plantas y frutos; Causas de los animales (tres libros); Causas promiscuas, y De la piedra imán. | De la variedad de la regla, o Del contacto del círculo y esfera; De Geometría; Geométrico; Números; dos libros de Líneas irracionales, y De los sólidos; Extensiones; Año grande o Tablas astronómicas; Disertación sobre la clepsidra o Reloj de agua; Uranografía o Descripción del cielo;Geografía, o Descripción de la tierra; Descripción del polo, y Descripción de los rayos. | Del ritmo y armonía; De la poesía; De la elegancia y hermosura del verso; De las letras cónsonas y disonas; De Homero, o De la rectitud del verso; De los dialectos; Del canto; De los verbos, y De los nombres. | Pronóstico; De la dieta, o Diéticon, o sea Regla médica; Causas de las cosas intempestivas y tempestivas; De agricultura, o sea, Geométrico; De la pintura; De táctica, y De la pelea con armas. | De las letras santas en Babilonia; De las letras santas en Meroe; De la Historia; Lengua caldea y frigia; De la calentura, y De los que tosen por enfermedad; Causa legítima o legal, y Cheirocmeta o Problemas. |

Entre sus obras más importantes se cita su Gran Diacosmos, por la cual obtuvo, por plebiscito popular, un premio de quinientos talentos. Escribió precisamente el Gran Diacosmos para defenderse de las posibles acusaciones que se hacían a aquellos que malgastaban la herencia de sus padres. También escribió otra obra cuando era joven llamada Pequeño Diacosmos. Este título también se le atribuye a su maestro Leucipo.
No se conservaron tales escritos, y de toda esta producción solo han sobrevivido unos trescientos fragmentos menores, la mayor parte de los cuales son reflexiones morales de las cuales solo se conocen fragmentos, sobre todo gracias a las alusiones de Aristóteles y de Teofrasto. Diógenes Laercio recogió tanto las doctrinas de Demócrito y su maestro. Demócrates conservó unas ochenta y cuatro máximas morales de Demócrito. Estobeo conservó una colección de dichos atribuidos a Demócrito , así como una colección de dichos atribuidos a "Demócrates" que algunos eruditos, incluidos Diels-Kranz, también han atribuido a Demócrito.
Existen diversas colecciones de dichos fragmentos, como las de Diels-Kranz, Salomón Luria y Walter Leszl.

## Filosofía

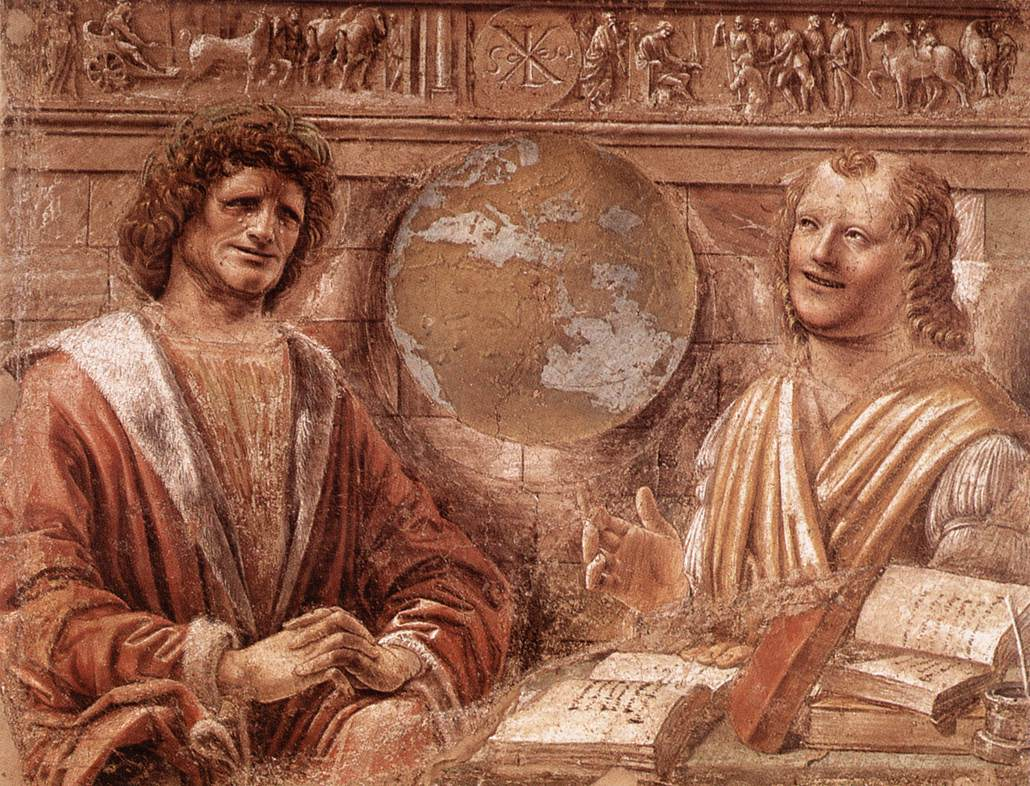
Llorón Heráclito, risueño Demócrito, por Bramante (1477).

Pese a ser contemporáneo con Sócrates, Aristóteles juntó a Demócrito con los filósofos naturales (físicos) presocráticos. Entre los pensadores que influyeron en las doctrinas de Demócrito, cabe destacar a los geómetras egipcios y a Anaxágoras, cuyas homeomerías son consideradas como el antecedente más inmediato de la teoría de los átomos.
Junto con su maestro, Leucipo, Demócrito es considerado fundador de la escuela atomista. Se inscribe entre los pos-eleatas, en tanto que acepta los principios establecidos por Jenófanes y Parménides, pero desarrolla una filosofía pluralista como Anaxágoras o Empédocles. Para Demócrito, los principios de todas las cosas son los átomos y el vacío, lo demás es dudoso y opinable. Por ejemplo, la razón por la cual piensa Demócrito que tiene una pluma en la mano, es un proceso puramente físico y mecanicista; el pensamiento y la sensación son atributos de la materia reunida en un modo suficientemente fino y complejo, y no de ningún espíritu infundido por los dioses a la materia.
Detestó los placeres que a la larga producen dolor. Presentó a la materia como autocreada, e integrada por átomos. Los cambios físicos y químicos se debían a la física, no a la magia. Aunque el atomismo materialista de Demócrito se ha identificado como una doctrina atea en tiempos posteriores, no está claro si negó por completo que los dioses podrían existir.

### El atomismo
Demócrito desarrolló la «teoría atómica del universo», concebida por su mentor, el filósofo Leucipo. Leucipo y Demócrito pensaban distinto a los eleatas, pues mientras los eleatas no aceptaban el movimiento como realidad, sino como fenómeno, los atomistas parten de que el movimiento existe en sí. Demócrito habló por primera vez de la fuerza de la inercia. Demócrito puso como realidades primordiales a los átomos y al vacío, o, como dirían los eleatas, al ser y al no-ser. Según Aristóteles, los argumentos de Demócrito son derivados del conocimiento de la Naturaleza más que de la "dialéctica" (lógica). La teoría atomista de Demócrito y Leucipo se puede esquematizar así:
- Los átomos son eternos, indivisibles, homogéneos, indestructibles, e invisibles.

- Los átomos se diferencian solo en forma y tamaño, pero no por cualidades internas.

- Las propiedades de la materia varían según el agrupamiento de los átomos.

#### El átomo
Para Demócrito, la realidad está compuesta por dos causas (o elementos): το ον (lo que es), representado por los átomos homogéneos e indivisibles, y το μηον (lo que no es), representado por el vacío. Demócrito y Leucipo defendieron que toda la materia no es más que una mezcla de elementos originarios que poseen las características de inmutabilidad y eternidad, concebidos como entidades infinitamente pequeñas y, por tanto, imperceptibles para los sentidos, a lo que se llamó átomo (ἄτομο), que son dos palabras griegas que significan ἄ (a)=sin | τομο (tomo)=división, «indivisible», o «sin división».
La teoría de Demócrito postula que todos los cuerpos están compuestos de estos corpúsculos que son físicamente indivisibles e "infinitos en número", los cuales se distinguen en forma, tamaño, orden, posición y peso, siendo cuanto «mayor es lo indivisible, tanto más pesa». Esto plantea el problema sobre si los átomos pueden dividirse o tener partes, como lo demuestran sus variaciones de forma. David Furley sugirió que los atomistas distinguían entre la indivisibilidad física y teórica de los átomos. Para el atomista Epicuro, los átomos tienen partes mínimas conceptualmente y físicamente indivisibles. La cuestión de si los átomos poseían originariamente peso para los atomistas todavía se discute. Aecio dijo que Demócrito no asignó peso a los átomos, cosa que Epicuro añadió para poder explicar el movimiento de los átomos. Según Eduard Zeller, los átomos están en continua caída acorde a su peso. Para Bertrand Russell, lo más probable es que "se movían al azar como en la moderna teoría cinética de los gases". Balme advierte suponer que para los atomistas el movimiento atómico es inercial. Otros estudiosos suponen que el peso era resultado de las fuerzas centrípetas de un remolino cósmico (dine) que los átomos forman por necesidad.

Demócrito compara cómo las diferentes agrupaciones de átomos crean nuevos cuerpos de la misma forma que distintas configuraciones de letras forman diferentes palabras.

Los átomos están en movimiento eterno. El movimiento de los átomos es un rasgo inherente a ellos, un hecho irreductible a su existencia, infinito, eterno e indestructible. A partir de estas figuras "hacen derivar la alteración y la generación, a saber, la generación y la corrupción por su asociación y disociación, y la alteración por el orden y posición que ellas asumen". Y puesto que "creían que la verdad está en los fenómenos observables" y que "debido a los cambios que afectan al compuesto, la misma cosa adopta apariencia contraria ante distintos observadores", de la misma forma que se compone una tragedia y una comedia con las mismas letras. Aristóteles explica que, para Demócrito, las diferencias entre los átomos causan por su figura, orden y posición las diferencias entre las cosas en «estructura», «contacto» y «dirección». «Así, la A y la N se diferencian por la figura, los conjuntos AN y NA por el orden, y la Z y la N por la posición».

#### El vacío

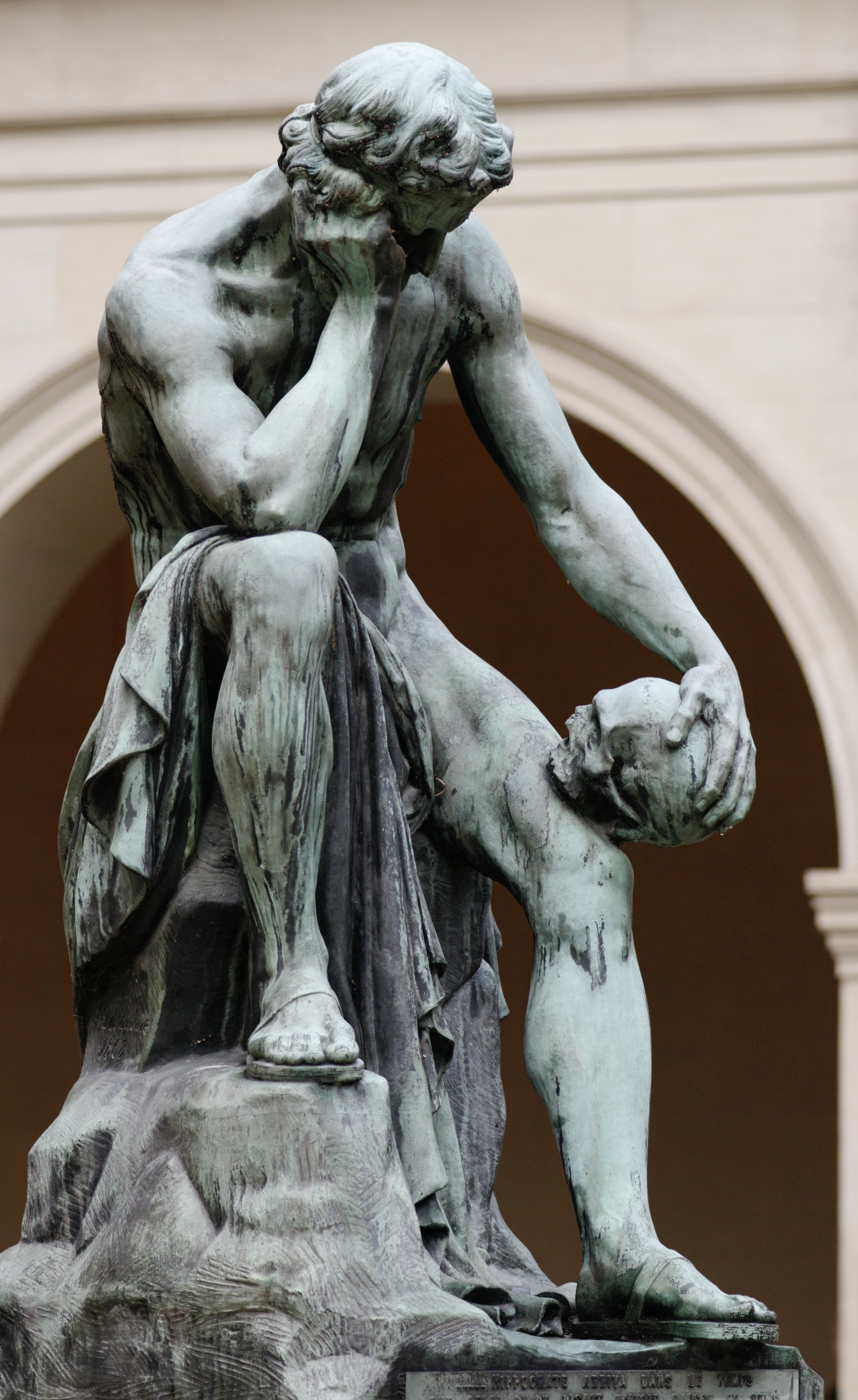
Democritus meditando sobre el alma, por Léon-Alexandre Delhomme (1868). Actualmente en el Museo de Bellas Artes de Lyon.

La hipótesis del vacío atomístico fue una respuesta a las paradojas de Parménides y Zenón, los fundadores de la lógica metafísica, quienes presentaron argumentos difíciles de responder a favor de la idea de que no puede haber movimiento. Los eleatas sostuvieron que cualquier movimiento requeriría un vacío, que es nada, pero la nada no puede existir. La posición de Parménides era: «Se dice que hay un vacío; por lo tanto, el vacío no es una nada; por lo tanto, no es el vacío». Similarmente, Meliso de Samos afirmó que «Todo es inmóvil» porque si algo se moviese tendría que haber un vacío, «pero el vacío no se encuentra entre las cosas existentes».
Los atomistas estuvieron de acuerdo en que el movimiento requería un vacío, pero simplemente ignoraron el argumento de Parménides sobre la base de que el movimiento era un hecho observable. Afirmaron que los cuerpos solamente pueden moverse en un lugar vacío, «ya que es imposible que lo lleno reciba algo». Para Demócrito el vacío existe entre los átomos como un no-ser que permite la pluralidad de partículas diferenciadas y el espacio en el cual se mueven. Ya Aristóteles dice que este vacío es «más bien una extensión en la que no hay ningún cuerpo sensible y, como creen que todo ente es corpóreo, afirman que el vacío es aquello en lo cual no hay nada».

#### La necesidad y el azar
Los átomos forman por necesidad un vórtice o remolino (dine) y sus colisiones, uniones y separaciones forman los diferentes elementos (fuego, agua, aire y tierra), seres y la realidad con toda su diversidad. Cada objeto y cada suceso que se produce en el universo, sería el resultado de colisiones o reacciones entre átomos. Por ello, no hay una causa inicial ni tampoco una finalidad en el movimiento. Pese a que se le atribuye a su maestro que:

Nada procede del azar, sino de la razón y la necesidad.
Aecio, I. 25, 4
Diels-Kranz, Die Fragmente der Vorsokratiker, 67 B2

Demócrito se le cita expresando que:

Todo lo que existe en el universo es fruto del azar y de la necesidad.
Diógenes Laercio, IX

No obstante, lo más probable es que el término "azar" lo entendiese como "ausencia de propósito". Aristóteles dice que «Demócrito, al no ocuparse de la causa final, atribuye a la necesidad todo lo que hace la naturaleza». La naturaleza se explica de manera mecanicista. El movimiento es un movimiento sin sentido y espontáneo, rechazando toda teleología. El modelo atomista constituye un claro ejemplo de modelo materialista, dado que el azar y las reacciones en cadena son las únicas formas de interpretarlo. Demócrito es partidario de un determinismo fatalista, el cual negaba la casualidad atribuyéndola a la necesidad y producto de la imaginación de los hombres al no ser saber explicar las relaciones de causalidad entre los fenómenos. Epicuro por otro lado enfatizó el azar como ausencia de necesidad con "viraje" (parénklisis) atómico.

Los hombres se han forjado la imagen del azar para justificar su propia irreflexión. Raro es, por cierto, que el azar se oponga a la sabiduría; al contrario, la mayor parte de las veces en la vida, la penetración de un hombre inteligente puede dirigir todas las cosas.
Dión de Alejandría en EUS. P. E. XIV 27, 5
Diels-Kranz, Die Fragmente der Vorsokratiker, 68 B119

#### Cosmología
Demócrito dijo que no existía ni arriba ni abajo en el vacío infinito. Debido a que todos son átomos y hay una cantidad infinita de éstos, los astros como el Sol y la Luna son moles de átomos que giran y existen infinitos mundos, sujetos a generación y corrupción. Para Demócrito, el Sol era un cuerpo de gran tamaño. Según Anaxágoras y Demócrito, la Vía Láctea es la luz de ciertas estrellas y que debido los rayos del Sol al pasar por la Tierra impide observar las estrellas. Demócrito dijo que sus ideas y las de Anaxágoras acerca del Sol y de la Luna vienen de opiniones antiguas. Al igual que los otros atomistas, Demócrito creía en una Tierra plana y desafió los argumentos a favor de su esfericidad.

### Antropología

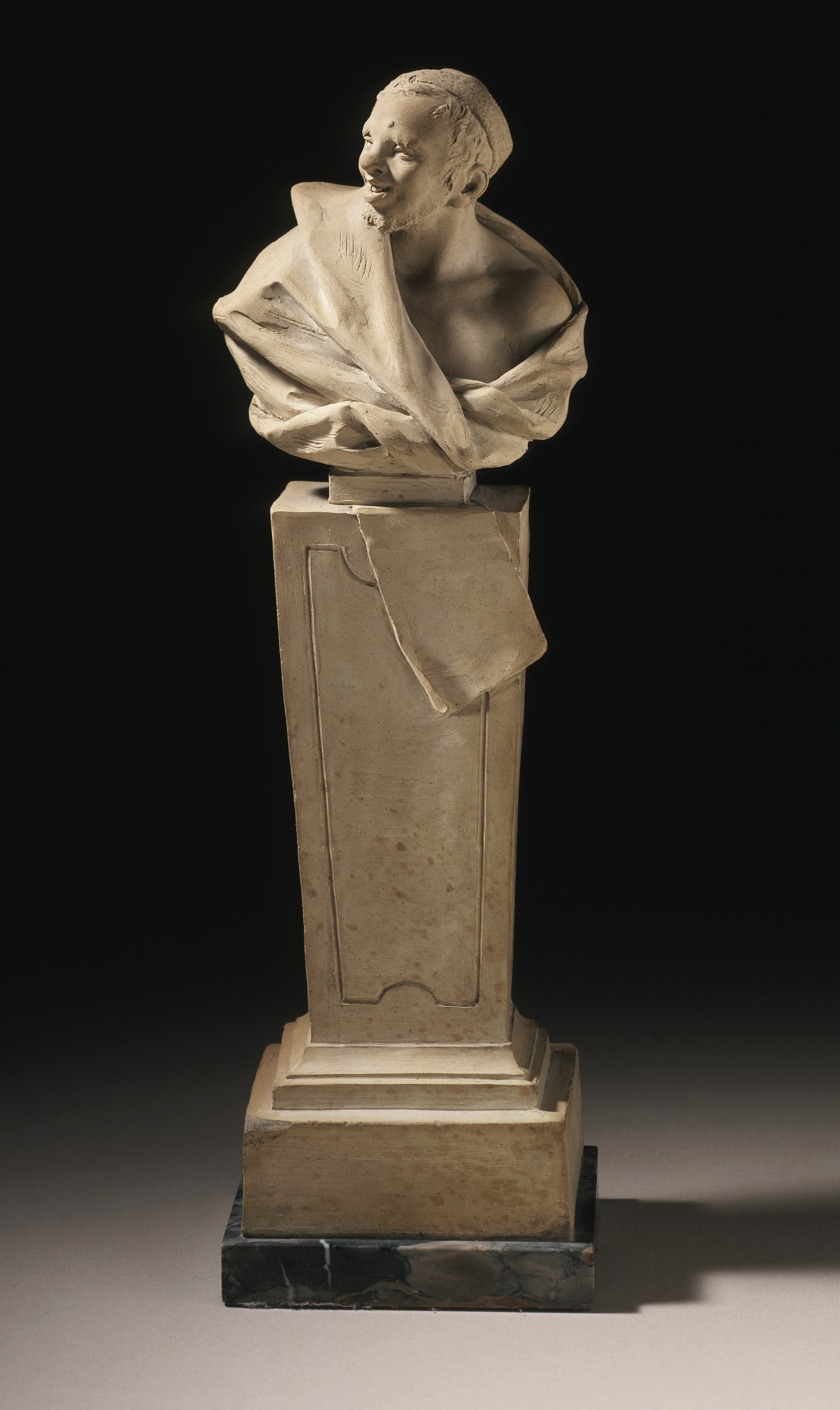
Escultura de El filósofo risueño por Ludwig Lücke (c. 1750).

Su trabajo sobre la naturaleza se conoce a través de citas. Pasó gran parte de su vida experimentando y examinando plantas y minerales, y escribió extensamente sobre muchos temas científicos. Entre ellos: De la naturaleza, De la carne (dos libros), De la mente y De los sentidos (algunos juntan en Del alma) De los humores y De los colores.

#### El alma
Tanto para Demócrito y Leucipo, el alma (psique) humana, al igual que el mundo, está compuesta por átomos. Aristóteles atribuye a Demócrito una comparación del movimiento de los átomos del alma con las motas de polvo del sol, las cuales danzan en todas direcciones. Sus átomos son esféricos, al igual que el fuego, y en todo ser vivo hay fuego, principalmente en el cerebro o en el pecho. La pérdida de una cantidad de pequeñas partículas del espíritu producen el sueño, y el abandono excesivo es la causa de la muerte. La mente del hombre estaría formada por átomos esféricos livianos, suaves, refinados y el cuerpo, por átomos más pesados. Las percepciones sensibles, tales como la audición o la visión, son explicables por la interacción entre los átomos de los efluvios que parten de la cosa percibida y los átomos del receptor. Esto último justifica la relatividad de las sensaciones.
El pensamiento, la conciencia y la sensación son el resultado de la agregación o combinación diversa de los átomos que constituyen la substancia del alma. Demócrito sostuvo que los dioses eran seres superiores pero mortales y  sometidos al destino (fatum), es decir, a la ley inmutable del movimiento de los átomos. Según Diógenes Laercio, que cita a Favorino, Demócrito ridiculizaba las afirmaciones de Anaxágoras acerca del Nous.
Plutarco señala que si en la física democritea propiamente solo existen los átomos entonces el alma no existe. En este sentido Demócrito parece defender una posición eliminativista en filosofía de la mente.

#### Las sensaciones
Para muchos filósofos, entre los que se incluye a Demócrito, prevalecía un principio aritmético-geométrico para explicar muchos hechos. Así, Demócrito explicaba hasta el sabor de las cosas bajo este aspecto. Le atribuía una forma geométrica especial a las sustancias para darles tal o cual «gusto»: la sensación de dulce se debía a la forma esférica de la sustancia que forma al cuerpo que la produce; lo amargo, se debía a la forma lisa y redondeada, y lo agrio o ácido a lo anguloso y agudo. Un origen e interpretación análogos le atribuía a los fenómenos del tacto.

Después de haber dicho "por convención el color, por convención lo dulce, por convención lo salado, pero en realidad existen sólo átomos y vacío" [...]
Galeno en De medicina empirica, fr. 8
Diels-Kranz, Die Fragmente der Vorsokratiker, 68 B125

Esto pasaje interpretarse de dos maneras según James Warren: primero, una interpretación eliminativista donde para Demócrito el color no es real, los elementos carecen de cualidades, tanto los sólidos como el vacío;  y una interpretación relativista, tal que Demócrito significa que el color y el gusto no son reales pero son percibidos como tales por nuestros sentidos a través de la interacción sensorial (como la doctrina cirenaica). Esta concepción de los sentidos se retoma en la distinción de John Locke de las "cualidades primarias" objetivas (como el tamaño o peso) y "cualidades secundarias" subjetivas (como el sabor o color) de las cosas.

#### Teoría de la visión
Usando la ciencia racional trató de buscar una explicación de todos los fenómenos naturales partiendo de un pequeño número de principios básicos. Le preocupó también la naturaleza corpuscular de la luz. Empédocles habló de «efluvios» que salen de los objetos y son percibidos por los ojos. En contraste con la teoría de la emisión de Empédocles, Demócrito sustentó la teoría de la recepción, según la cual la visión es causada por la recepción de rayos de luz que reciben los ojos y permiten reconocer los objetos.  Demócrito dio una explicación mecanicista de las sensaciones con sus doctrinas atomistas. Cambió los efluvios por átomos que mediante los sentidos chocan con el alma, compuesta también de átomos, "que generan las apariencias, lo que percibimos, lo superficial" dependiendo de la forma y textura de los átomos. Demócrito y Epicuro designan a las "representaciones" «enviadas» por las cosas a nuestros sentidos como "imágenes" (del griego: εἴδωλα, eidola; «ídolos»).

"Demócrito dice que, por naturaleza, nada tiene color, pues los elementos, en efecto, carecen de cualidades, tanto los sólidos como lo vacío. Los compuestos de éstos adquieren color mediante la ordenación, la estructura y el impulso, que son el orden, la figura y la posición. Fuera de esto, sólo hay representaciones. La diferencia de colores que ofrecen las representaciones son cuatro: blanco, negro, rojo y verde."
Aecio, I. 15, 8
Diels-Kranz, Die Fragmente der Vorsokratiker, 68 A125

Siguiendo a Empédocles, consideraba como fundamentales cuatro colores: blanco, negro, rojo y amarillo.

### Epistemología
Generalmente, una propuesta, antes de adquirir la condición de ley, parte de una mera generalización empírica que aspira a alcanzar un requisito crucial: ser explicada. Una vez hecho esto, la estadística inductiva concreta su idea. Sus premisas dejan de albergar la posibilidad de que la conclusión no se cumpla, y de este modo se constituye la ley. En el caso de Demócrito el desarrollo se invirtió. Demócrito comenzó ofreciendo una explicación a una parcela de la realidad que no tuvo la oportunidad de observar, ni, en consecuencia, falsar o verificar si se hubiese cumplido. El verificacionismo no podía ser un requisito esencial a la hora de dar credibilidad a su explicación y asentarla como ley, y Demócrito era consciente de ello:

El conocimiento verdadero y profundo es el de los átomos y el vacío, pues son ellos los que generan las apariencias, lo que percibimos, lo superficial.

Para Demócrito hay dos tipos de conocimiento, el que él llama "legítimo" (γνησίη, gnēsiē , "genuino") y el otro "bastardo" (σκοτίη, skotiē , "oscuro").

Pero en los Cánones Demócrito dice que hay dos tipos de conocimiento, uno a través de los sentidos y el otro a través del intelecto. De estos, él llama "legítimo", a través del intelecto, que atestigua su confiabilidad para el juicio de la verdad, y a través de los sentidos, llama "bastardo", negando su infalibilidad en la discriminación de lo que es verdadero. Para citar sus palabras reales: Del conocimiento hay dos formas, una legítima y otra bastarda. Al bastardo pertenece todo este grupo: vista, oído, olfato, gusto, tacto. El otro es legítimo y está separado de eso. Luego, prefiriendo lo legítimo al bastardo, prosigue: Cuando el bastardo ya no puede ver nada más pequeño, ni oír, ni oler, ni saborear, ni percibir con el tacto, pero hay que examinar las cosas más finas, entonces viene lo legítimo, ya que tiene un órgano de percepción más fino.

El conocimiento más fino es el de la razón, el cual conduce al descubrimiento de la esencia del mundo: los átomos y el vacío. Las deducciones de Demócrito y los otros filósofos se realizaban desde la lógica, el pensamiento racional, relegaba la relevancia del empirismo a un segundo plano, y depositaba escasa fe en la experiencia sensorial, es decir la que apreciaba por los sentidos. Explicaba las percepciones sensibles tales como la audición o la visión, con la interacción entre los átomos que emanan desde el objeto percibido hasta los organismos receptores. Esto último es lo que prueba con fuerza la relatividad de las sensaciones. Substancias muy finas (“ídolos”) son despedidas por los objetos y actúan sobre los órganos de los sentidos, pero solo proporciona un conocimiento “oscuro".

Creen, en efecto, que la verdad no debe decidirse por la magnitud o por la pequeñez del número, y que una misma cosa a unos, al gustarla, les parece ser dulce y a otros amarga [...] Y creen también que muchos de los demás animales tienen (acerca de las mismas cosas) impresiones contrarias a las nuestras, y que incluso a cada uno sus propias sensaciones no le parecen siempre las mismas. Así, pues, no está claro cuáles de éstas son verdaderas o falsas; pues no son más verdaderas unas que otras, sino igualmente. Por eso Demócrito afirma que o nada es verdadero o que, al menos para nosotros, es incierto.
Aristóteles en Metafísica, IV, 5, 1009b.

Demócrito "sobre la base de que nada perceptible por los sentidos tiene existencia natural, ya que los átomos de los que se compone todo tienen una naturaleza que está completamente desprovista de cualquier cualidad perceptible por los sentidos". Demócrito planteó el problema de la correlación entre los sentidos y la razón en el conocimiento:

[...] los sentidos, dirigiéndose a la razón, hablen de este modo: "iOh, mísera razón, que tomas de nosotros tus certezas! ¿Tratas de destruirnos? Nuestra caída, sin duda, será tu propia destrucción".
Galeno en De medicina empirica, fr. 8
Diels-Kranz, Die Fragmente der Vorsokratiker, 68 B125

El conocimiento de los átomos parte de la experiencia sensorial, pero los sentidos mismos no tienen un acceso directo al mundo externo. En el anterior fragmento, Demócrito parece responder de forma escéptica al acusar a la mente de derrocar los sentidos, aunque ese es su único acceso a la verdad. En otros pasajes hablan de una brecha entre lo que podemos percibir y lo que realmente existe (ver: Qualia, Vacío explicativo y Problema difícil de la consciencia).

En realidad nada sabemos sobre cosa alguna, sino que en todos los hombres su opinión es una reforma (de su disposición).
Sexto Empírico en Adversus mathematicos, VII 137
Diels-Kranz, Die Fragmente der Vorsokratiker, 68 B7

La irrealidad de las cualidades sensoriales se basa en el hecho de que no les parecen iguales a todos. El conocimiento se basa en la analogía de las cosas del mundo visible. Pero si no hay ningún medio por el cual se pueda decir que unas percepciones son más verdaderas que otras, uno podría concluir que todas son igualmente verdaderas, tesis que su discípulo Protágoras y Aristóteles criticó enérgicamente. Epicuro creía que las percepciones producidas por los átomos son igual de verdaderas, siendo así la base del conocimiento y la moralidad, y el error ocurre en los juicios posteriores.

### Ética

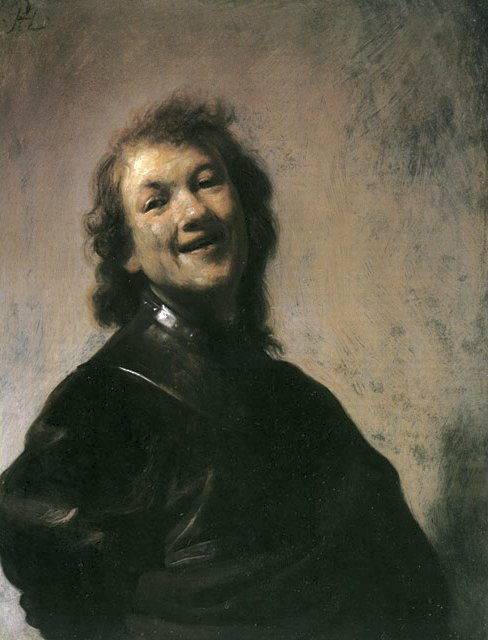
Autorretrato de Rembrandt como el filósofo risueño Demócrito (c. 1628).

La ética y la política de Demócrito nos llegan principalmente en forma de máximas, las cuales pueden vincularse, directa o indirectamente, con su física. La Stanford Encyclopedia of Philosophy ha llegado a decir que "a pesar de la gran cantidad de refranes éticos, es difícil construir una explicación coherente de los puntos de vista éticos de Demócrito", señalando que existe una "dificultad para decidir qué fragmentos son auténticamente de Demócrito". Según Laercio, la finalidad de su ética es conseguir la tranquilidad de ánimo (ataraxia), no mediante deleites sino debido a la ausencia de miedo o cualquier otra pasión. Demócrito era hedonista pero distinguió entre terpsis (alegría) y hêdonê (placer). El primero “rastrea lo que es objetivamente valioso”, mientras que el segundo no. Demócrito abogó por la sensatez y la autoestima moral. Tanto la felicidad como la desdicha se encuentran en el alma: en consonancia con los postulados de la Ilustración griega, Demócrito equipara la felicidad humana con la euthymía o alegría producida por el pensamiento. El bien y la verdad son idénticos, pero lo agradable no lo es por los sentidos. Estas doctrinas contienen elementos que serán desarrollados por la ética epicúrea. Además, hay un tratado perdido suyo sobre la felicidad que fue usado por Séneca y Plutarco.
La justicia consiste en hacer lo que se debe y la injusticia en no hacerlo o hacerlo mal. Lo mejor es impedir una injusticia, lo peor es ser cómplice, pues se es más desgraciado que padeciéndola, similar al intelectualismo moralsocrático. Demócrito tuvo opiniones favorables acerca de la amistad frente a la familia. También expresó comentarios acerca de la superioridad del hombre frente a la mujer.

#### Responsabilidad moral
Al igual que Epicuro, afirmó que por ignorancia y miedo a la muerte, la gente imagina engañosas fábulas sobre el más allá. Demócrito y Leucipo rechazaron las arbitrarias explicaciones sobrenaturales de los fenómenos y las reemplazaron con leyes deterministas naturales que rigen todos los fenómenos a través del comportamiento de átomos, incluidos a los seres humanos y sus acciones. Al negar la libertad, Demócrito era consciente de las implicaciones negativas para la responsabilidad moral. A este respecto, Demócrito parece anticipar la idea del semicompatibilismo del determinismo y la responsabilidad moral.

Detestable no es quien comete injusticia, sino quien lo hace deliberadamente.
Demócrates, 55.
Diels-Kranz, Die Fragmente der Vorsokratiker, 68 B89

Un par de siglos después, el atomista Epicuro agregó un elemento de azar para romper la cadena causal y proporcionar aún más control y responsabilidad moral. Sin embargo, para Monte Ransome Johnson "existe el riesgo de anacronismo al interpretar y evaluar a Demócrito como filósofo mediante las categorías altamente problemáticas del libre albedrío y el determinismo". Demócrito se enfrentó al problema de las causas de la bondad y el éxito, en los cuales la formación, el pensamiento y la educación juegan el papel más importante. Su enfoque en los poderes intelectuales como la fuente de agencia y la causa del éxito lo llevó a importantes avances en la psicología moral.

### Política

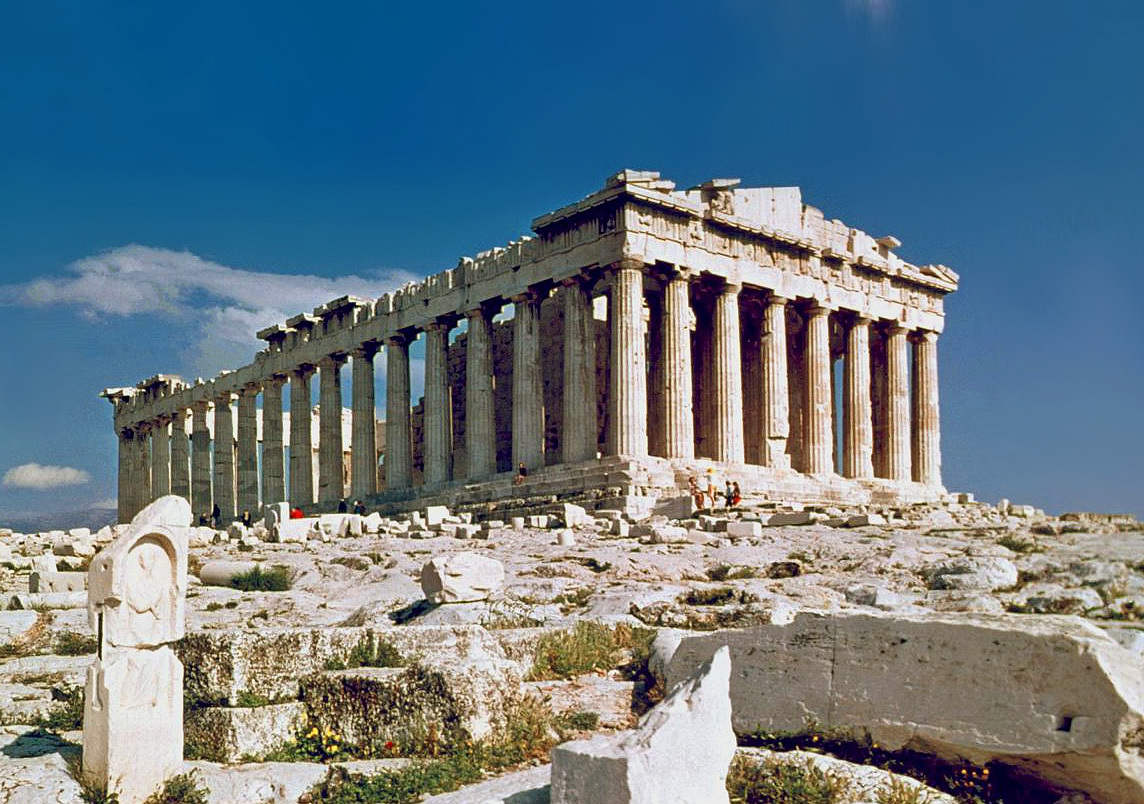
Demócrito era partidario de la antigua democracia griega.

Demócrito enfatizó la importancia del Estado y de la vida política. Demócrito decía que "la igualdad es noble en todas partes", pero no abarca lo suficiente como para incluir mujeres o esclavos en este sentimiento. En su Historia de la filosofía occidental, Bertrand Russell escribe que Demócrito estaba enamorado de "lo que los griegos llamaban democracia" (véase Democracia ateniense). La pobreza en una democracia es mejor que la prosperidad de los tiranos, por la misma razón que uno prefiere preferir la libertad a la esclavitud. Opinaba que los ciudadanos ricos deberían mostrar un comportamiento altruista hacia los pobres, pero para la concordia (homonoia) se requería, "una desigualdad económica moderada y no extrema entre los ciudadanos". No obstante, el mando corresponde al más sabio por naturaleza. Demócrito dijo que "el hombre sabio pertenece a todos los países, porque el hogar de una gran alma es el mundo entero". La ciudad debe además estar en armonía, incluso en la guerra. También estaba a favor de la pena capital para los injustos y delincuentes.

#### Origen de la sociedad
Demócrito pensó que los primeros humanos vivían una vida salvaje y desordenada, alimentándose a base de las hierbas y la fruta que crecía en los árboles. Luego se agruparon en sociedades por miedo a los animales salvajes. Él creía que estas primeras personas no tenían lenguaje, pero que gradualmente comenzaron a articular sus expresiones, estableciendo símbolos para cada tipo de objeto, y de esta manera llegaron a entenderse.
Él dice que los primeros hombres vivieron laboriosamente, sin ninguna de las utilidades de la vida; la ropa, casas, fuego, domesticación y agricultura eran desconocidos para ellos. Demócrito presenta el período temprano de la humanidad como uno de aprendizaje por ensayo y error, y dice que cada paso condujo lentamente a más descubrimientos; se refugiaron en las cuevas en invierno, almacenaron frutas que podían conservarse.

### Estética
Los historiadores griegos posteriores consideran que Demócrito estableció la estética como un tema de investigación y estudio, ya que escribió teóricamente sobre poesía y bellas artes mucho antes que autores como Aristóteles, pero solo existen fragmentos de dichas obras. Su actitud empírica y materialista se manifiesta al poner foco de atención era más acerca de la teoría del arte que de la belleza. Las artes son obra de las fuerzas naturales del hombre, sin inspiraciones divinas, que su modelo es la naturaleza y el placer su objetivo.

Ni el arte ni la sabiduría son cosa accesible para quien nada ha aprendido.
Demócrates, 24.
Diels-Kranz, Die Fragmente der Vorsokratiker, 68 B59

Demócrito sostuvo la teoría de la evolución de la cultura y que las artes nacieron de la capacidad natural del hombre para imitar la naturaleza, siendo el fin del arte el placer. Estas posiciones fueron novedosas para la época al apartarse e las opiniones arcaicas sostenidas por los poetas, del misticismo matemático pitagórico y el minimalismo de los sofistas.

## Matemáticas
Demócrito también fue un pionero de las matemáticas y de la geometría en particular. Adquirió estos conocimientos por los pitagóricos y durante sus viajes. Se dice que logros en matemáticas fueron tales que siquiera los "tensadores de la cuerda" en Egipto consiguieron superarlo. Escribió numerosas tratados de geometría y de astronomía que se han perdido y solo perduran escasos fragmentos. Se cree que también escribió sobre teoría de los números. 

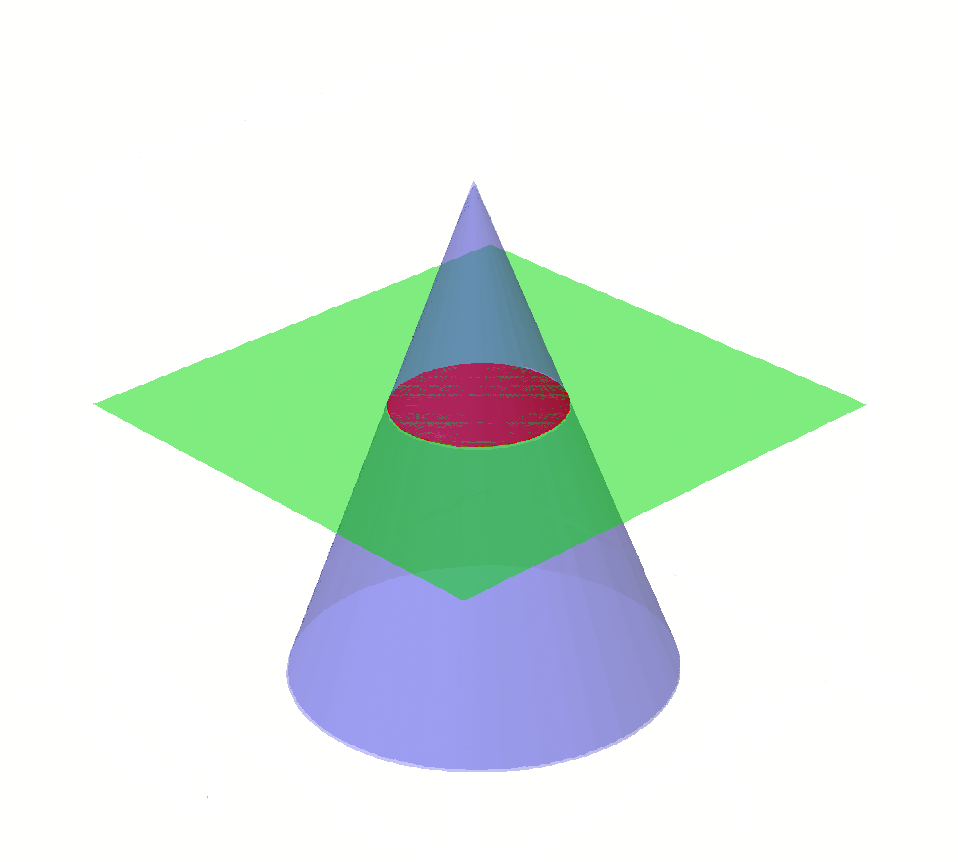
Demócrito descubrió el volumen de un cono como el tercio del volumen de un cilindro y argumentó que la sección transversal circular de un cono necesitaría lados escalonados.

Según Arquímedes, encontró la fórmula que expresa el volumen de una pirámide y un cono: resultado que fue demostrado más tarde por Eudoxo de Cnido.
Se le atribuyen dos teoremas:
- «El volumen de un cono es igual a un tercio del volumen de un cilindro de igual base y altura».

- «El volumen de una pirámide es un tercio del volumen del prisma de igual base y altura».

Además, Plutarco afirmó que Demócrito había planteado la siguiente pregunta: si en un plano paralelo a la base corta un cono, ¿las superficies de la sección y de la base del cono son iguales o desiguales? Si son iguales, el cono se convierte en un cilindro, mientras que si son desiguales, el cono se convierte en un "cono irregular" con hendiduras o escalones. Esta cuestión se ruelve mediante el cálculo infinitesimal y, por tanto, Thomas Heath ha sugerido que Demócrito puede considerarse un precursor de los infinitesimáles y del cálculo integral. Demócrito también concluiría que dos figuras de iguales secciones paralelas a iguales distancias de sus bases deben tener el mismo volumen, lo que anticipa el Principio de Cavalieri. Su atomismo físico forma también un planteamiento infinitesimal.

## Influencia
Debido a su mecanicismo, Demócrito fue uno de los eruditos más vilipendiados de la antigüedad: su filosofía del atomismo lanzó un desafío fundamental a la concepción teleológica del mundo esbozada por Anaxágoras, desarrollada por Platón en el Timeo y en el Libro X de las Leyes. En el corto plazo, esta filosofía se encontró con la oposición decidida de Platón, pero también con la de Aristóteles y sus sucesores. Aristóteles sostiene una teleología natural regida por la forma.
En la época romana, el atomismo se topó con la oposición de los estoicos. Más tarde, en el siglo VI, la tradición atomista entró en conflicto con los intereses de los cristianos, quienes la condenaron. La Fontaine se burló de la doctrina atomista de Demócrito.
Sin embargo, Demócrito fue admirado por los grandes filósofos. Diógenes Laercio compuso unos versos en su honor. Cicerón dijo de él: "No hay nada de lo que no se ocupe". Séneca lo consideraba "el más sutil de todos los Ancianos". Aristóteles, Teofrasto, Tertuliano, Epicuro, Metrodoro han dedicado tratados enteros para discutir su sistema. 
Epicuro, filósofo posterior que retomó esta teoría, modificó la filosofía de Demócrito al no aceptar el determinismo que el atomismo conllevaba en su forma original. Por ello, introdujo un elemento de azar en el movimiento de los átomos, una desviación (clinamen) de la cadena de las causas y efectos, con lo que la libertad quedaba asegurada. Dado que, en opinión de Demócrito, el cosmos no está determinado por un poder que estaba por encima de él, esta forma de pensar se puede encontrar generalizada desde el Renacimiento e impregna toda la filosofía y las ciencias modernas, desde Giordano Bruno, Galileo Galilei y Spinoza. Epicuro y su posterior continuador, Lucrecio, ejercieron gran influencia sobre el desarrollo del materialismo en los tiempos modernos, durante los siglos XVII y XVIII.
La idea del vacío atómico sobrevivió en una versión refinada como la teoría del espacio absoluto de Newton, que cumplía con los requisitos lógicos de atribuir la realidad al no-ser. La teoría de la relatividad de Einstein proporcionó una nueva respuesta a Parménides y Zenón, con la idea de que el espacio en sí mismo es relativo y no puede separarse del tiempo como parte de una variedad de espacio-tiempo generalmente curvada. En consecuencia, el refinamiento de Newton ahora se considera superfluo.
La tesis doctoral "Diferencia entre la filosofía de la naturaleza de Demócrito y la de Epicuro" del filósofo alemán Karl Marx, fue un análisis dialéctico hegeliano de las diferencias entre las filosofías naturales de Demócrito y Epicuro. Marx veía a Demócrito como un escéptico racionalista cuya epistemología era intrínsecamente contradictoria.
Según Bertrand Russell, el punto de vista de Leucipo y Demócrito "se parece notablemente al de la ciencia moderna, y evitó muchos de los errores a los que la especulación griega era propensa" y "es el último de los filósofos libres de la tacha que envenenó todo el pensamiento antiguo posterior y medieval".
Karl R. Popper admiró el racionalismo, humanismo, amor a la libertad y escribió que Demócrito, junto con su compatriota Protágoras, "formuló la doctrina de que las instituciones humanas de lenguaje, costumbre y ley no son tabúes sino hechas por el hombre. No es natural sino convencional, insistiendo, al mismo tiempo, en que somos responsables de ellos".
Jorge Luis Borges usó su figura para expresar un silogismo dilemático o bicornuto con la paradoja del mentiroso. En este, Demócrito jura que los abderitanos son mentirosos, siendo él un abderitano.

### El filósofo que ríe
Hay anécdotas según las cuales Demócrito reía muy a menudo irónicamente ante la marcha del mundo, y decía que «la risa torna sabio». Demócrito consideraba el buen ánimo como el objeto de la vida. En cierta ocasión llegó a afirmar que: 

«La vida sin alegrías es un largo camino sin albergues».
Estobeo, Florilegium. III, 16, 22
Diels-Kranz, Die Fragmente der Vorsokratiker, 68 B230

De ahí la referencia en las epístolas de Horacio, Si foret in terris, rideret Demócrito ("Si estuviera en la tierra, Demócrito se reiría).

## En las artes y la cultura popular
Durante el Renacimiento, Demócrito era conocido como «el filósofo que ríe» o «el abderita risueño», oponiéndolo a Heráclito, «el filósofo que llora» (véase Heráclito y Demócrito). Esto tuvo como resultado, en las artes plásticas, una iconografía por la cual Demócrito era habitualmente representado como un tipo risueño o sonriente.
|                                       |
| Demócrito, por José de Ribera (1630). |

|                                             |
| Demócrito, por Hendrik ter Brugghen (1628). |

|                                 |
| Demócrito, por Moreelse (1630). |

## Eponimia
- El cráter lunar Democritus lleva este nombre en su memoria.
- El asteroide (6129) Demokritos también lleva este nombre en su honor.